# Nikifóros Fokás
Nikifóros Fokás (en grec moderne : Νικηφόρος Φωκάς) est une ancienne municipalité grecque située dans le district régional de Réthymnon, dans l'Ouest de la Crète. Depuis la réforme territoriale de 2011, elle constitue une unité municipale de la municipalité de Réthymnon. Elle compte 8 911 habitants en 2011.

## Toponymie
La localité est nommée d'après l'Empereur byzantin du Xe siècle Nicéphore II Phocas, qui a repris l'île de Crète aux Musulmans.

## Géographie

### Topographie
L'unité municipale de Nikifóros Fokás s'étend sur 95,641 km2.

## Histoire
Le siège de la municipalité de Nikifóros Fokás se trouvait à Gonia.
La cité antique d'Eleftherna se trouve sur le territoire de l'unité municipale.